# Кручинина, Анна Александровна
Кручинина Анна Александровна (род. 5 августа 1954) — советский и российский ученый-лингвист и педагог, кандидат филологических наук, доцент.

## Образование
ЛГУ им. А. А. Жданова, филолог-романист, учитель французского языка (1971—1976 гг.).
С 1977 по 1982 — соискательство в Ленинградском отделении Института языкознания АН СССР. В 1982 году защитила диссертацию на соискание ученой степени кандидата филологических наук.

## Педагогическая и административная работа в системе образования
Преподавательскую карьеру начала в 1982 году ассистентом кафедры иностранных языков СЗПИ (до этого, в 1976—1982 гг. работала старшим лаборантом кафедры). В 1983—1994 гг. — преподаватель французского и немецкого языков кафедры иностранных языков Военной артиллерийской академии им. М. И. Калинина. В 1994‑1996 гг. — являлась заместителем директора по французскому языку школы № 211 с углубленным изучением французского языка. С 1996 года — в СПБГУЭФ, доцент, заведующий кафедрой французского и восточных языков. С 2012 по 2014 гг. — доцент кафедры романских языков и перевода СПбГЭУ.
В настоящее время совмещает работу в ГБОУ СОШ № 553 Фрунзенского района Санкт-Петербурга учителем французского языка и доцентом кафедры технического перевода и профессиональных коммуникаций ИМ ВШПМ Санкт-Петербургского государственного университета промышленных технологий и дизайна.

## Научная и научно-методическая работа
Автор более 80 научных и научно-методический работ (в том числе учебников и учебных пособия для высшей и средней школы) на русском и французском языках, посвященных лексикологии и лексикографии, лексической семанитике, лингвистике текста и дискурса, межкультурной коммуникации, лингводидактике, социолингвистике, французскому экономическому и деловому языку.

## Участие в российских и зарубежных образовательных проектах
1998‑2003 гг.; 2007‑2008 гг.; 2013‑2014 гг. — преподаватель французского языка в рамках Президентской программы РФ (подготовка руководящих кадров для российской экономики).
1996‑2012 гг. — преподавала французский язык в рамках совместной международной программы СпбГУЭФ — СПБГЭУ с французскими университетами Гренобль 2 и Париж‑Дофин.
2011‑2012 гг. — участие в международном проекте по изучению общения студентов на французском языке в составе консорциума университетов СПбГЭУ — им. Овидия (Констанца, Румыния) — Климента Охридского (София, Болгария) — Галатасарай (Стамбул, Турция).

## Основные труды
Кручинина А. А. Формирование лингвистической компетентности обучающихся через учебно‑исследовательскую деятельность: от универсальных учебных действий к универсальным компетенциям // Печать и слово Санкт‑Петербурга (Петербургские чтения 2018). — СПб.: СпбГУПТД, 2018 — С. 111‑118.
Кручинина А. А. Учебно‑исследовательский проект как средство формирования универсальных учебных действий // Печать и слово Санкт‑Петербурга (Петербургские чтения 2016). Ч.1: Книжное дело. Культурология. Межкультурные коммуникации. ‑ СПб.: СпбГУПТД, 2017 — С. 238‑245.
Kruchinina A. Définitions terminologiques comme outil d’application des approches plurielles dans l’enseignement du français des affaires / Didactique du français sur objectifs spécifiques. Nouvelles recherches. Nouveaux modèles. — Antwerpen : Garant, 2016 — P. 57‑73.
Кручинина А. А. «Внутренняя форма слова» Густава Шпета и ее французский перевод: метаязыковые аспекты / Проблемы перевода, языка и литературы. Сборник научных трудов. Серия «Язык. Культура. Коммуникация». Вып. 17 — Нижний Новгород: Изд‑во НГЛУ, 2014 — С, 21‑37.
Kruchinina A. Un étudiant non spécialiste en français comme personnalité linguistique plurilingue dans l’espace discursif francophone virtuel / Synergies Roumanie. Les langues de spécialité à la croisée des recherches et des cultures. — Revue de Gerflint, 2012 — P. 83‑95.
Кручинина А. А. Многоязычие в языковой политике вуза на современном этапе: теория и практика / Иностранные языки в экономических вузах России: Всероссийский научно‑информационный альманах № 10 — СПб.: Изд‑во СПбГУЭФ, 2011 — С. 5‑20.
Кручинина А. А. Информационная составляющая специального текста и ее реализация в переволе / Вестник Нижегородского государственного лингвистического университета им. Н. А. Добролюбова. Вып. 6 Лингвистика и межкультурная коммуникация. — Нижний Новгород: НГЛУ им. Н. А. Добролюбова, 2009 — С. 47‑55.
Kruchinina A. Sciences du langage dans une filière non linguistique — substrat explicite d’un cursus de français de spécialité / Synergies Roumanie. Sciences du langage et didactique des langues. Frontières et rencontres. — Revue de GERFLINT, Cluj‑Napoca, 2009 — P. 139‑146.
Kruchinina A. Anglicismes du français économique : usage professionnel et traitement pédagogique / Actes de Vienne 2006 Premier congrès européen des peofesseurs de français. Le français, une langue qui fait la différence. Dialogues et cultures n° 53 — Paris : FIPF, 2008 — P. 101‑108.
Kruchinina A. Identité francophone et ses limites dans l’enseignement plurilingue / Faire vivre les identités francophones. Actes du XIIe Congrès mondial de la FIPF. Québec 21‑25 juillet 2008 Tome 1 Enjeux socio‑politiques. — FIPF, 2008 — P. 361‑367.

## Членство в организациях
Вице‑президент Комиссии по центральной и восточной Европе Международной федерации преподавателей французского языка (2004‑2008 гг.),
Генеральный секретарь Комиссии по центральной и восточной Европе Международной федерации преподавателей французского языка (1999‑2004 гг.),
Один из учредителей и член правления РБОО «Общество преподавателей французского языка».

## Награды
Почетный работник высшего профессионального образования Российской Федерации,
Орден Академических пальм Французской Республики (кавалер, 2002).